# Capital social (sociología)
El capital social es considerado la variable que mide la colaboración social entre los diferentes grupos de un colectivo humano y el uso individual de las oportunidades surgidas a partir de ello a partir de cuatro fuentes principales: el afecto, la confianza mutua, las normas efectivas y las redes sociales.
El capital social mide, por tanto, la sociabilidad de un conjunto humano y aquellos aspectos que permiten que prospere la colaboración y el uso, por parte de los actores individuales, de las oportunidades que surgen en estas relaciones sociales. Una sociabilidad entendida como la capacidad para realizar trabajo conjunto, la de colaborar y llevar a cabo la acción colectiva.[cita requerida]
El término de “capital social” proviene de una analogía con el de capital económico. De todas formas, su escasa fijación en la literatura social y económica hace que sea un tanto difícil de consensuar. En un comienzo, fue usado a principios del siglo XX en pedagogía. No fue retomado hasta la década de 1960 cuando se empezó a usar para teorías de desarrollo económico. Normalmente en los modelos económicos tradicionales este concepto es totalmente ignorado, pero en los años 1980 volvió a tomar importancia. Fue usado por muchos autores en sociología y modelos de economía alternativos.[cita requerida]
Se podría resumir como “no solo es importante qué conoces, si no a quién”. Francis Fukuyama lo define como la norma que hace que exista cooperación entre dos partes. Referencias importantes son Robert Putnam (1993) y James Samuel Coleman (1988).[cita requerida]
En lo que se refiere al valor colectivo de las redes sociales, es considerado para la formulación de políticas en muchas organizaciones; incluso siendo recientemente reconocido por instituciones tales como el Banco Mundial (aunque con algunas reservas al concepto).[cita requerida]
Afinando los matices del concepto, el capital social no tiene por qué necesariamente producir cosas buenas, puede generar discriminación sobre individuos o grupos. A veces el capital social puede tener connotaciones negativas, como en el caso de mafias diversas (los contactos y redes sociales creados entre varias personas pueden idear cosas consideradas negativas por una sociedad, como el crimen).

## Historia
Aunque se ha sugerido que el término capital social se utilizó de forma intermitente desde aproximadamente 1890, antes de generalizarse a finales de la década de 1990, el primer uso acreditado es el de Lyda Hanifan en 1916 (véase el siglo XX más adelante).
El debate de la comunidad frente a la modernización de la sociedad y el individualismo ha sido el tema más discutido entre los fundadores de la sociología: teóricos como Tönnies (1887), Durkheim (1893), Simmel (1905), Weber (1946) estaban convencidos de que la industrialización y la urbanización estaban transformando las relaciones sociales de forma irreversible. Observaron una ruptura de los vínculos tradicionales y el desarrollo progresivo de la anomia y la alienación en la sociedad.

### SigloXVIII-XIX
El poder de la gobernanza comunitaria ha sido destacado por muchos filósofos desde la antigüedad hasta el siglo XVIII, desde Aristóteles hasta Tomás de Aquino, y Edmund Burke. Esta visión fue muy criticada a finales del siglo XVIII, con el desarrollo de la idea del Homo Economicus y posteriormente con la teoría de la elección racional. Este conjunto de teorías se hizo dominante en los últimos siglos, pero muchos pensadores cuestionaron la complicada relación entre la sociedad moderna y la importancia de las viejas instituciones, en particular la familia y las comunidades tradicionales.
El concepto en el que se basa el capital social tiene una historia mucho más larga; Los pensadores que exploraban la relación entre la vida asociativa y la democracia utilizaban conceptos similares con regularidad en el siglo XIX, basándose en el trabajo de escritores anteriores como James Madison (The Federalist Papers) y Alexis de Tocqueville (Democracy in America) para integrar los conceptos de cohesión social y conectividad en la tradición del pluralista en la ciencia política americana. John Dewey puede haber hecho el primer uso directo de la corriente principal de capital social en La escuela y la sociedad en 1899, aunque no ofreció una definición.
En la primera mitad del siglo XIX, de Tocqueville hizo observaciones sobre la vida americana que parecían perfilar y definir el capital social. Observó que los estadounidenses eran propensos a reunirse en el mayor número posible de encuentros para discutir todas las cuestiones posibles del estado, la economía o el mundo que pudieran presenciarse. Los altos niveles de transparencia provocaban una mayor participación del pueblo y, por tanto, permitían que la democracia funcionara mejor.

### SigloXX
El artículo de L. J. Hanifan de 1916 sobre el apoyo local a las escuelas rurales es una de las primeras apariciones del término capital social en referencia a la cohesión social y la inversión personal en la comunidad. Al definir el concepto, Hanifan contrapone el capital social a los bienes materiales definiéndolo como:: 130–1 
No me refiero a los bienes inmuebles, ni a la propiedad personal, ni al frío dinero en efectivo, sino a aquello en la vida que tiende a hacer que estas sustancias tangibles cuenten más en la vida cotidiana de las personas, es decir, la buena voluntad, el compañerismo, la simpatía mutua y la relación social entre un grupo de individuos y familias que conforman una unidad social. Si puede entrar en contacto con su vecino, y éste con otros vecinos, se producirá una acumulación de capital social, que puede satisfacer inmediatamente sus necesidades sociales y que puede tener un potencial social suficiente para la mejora sustancial de las condiciones de vida de toda la comunidad. La comunidad en su conjunto se beneficiará de la cooperación de todas sus partes, mientras que el individuo encontrará en sus asociaciones las ventajas de la ayuda, la simpatía y el compañerismo de sus vecinos.

Después de los trabajos de Tönnies (1887) y de Weber (1946), la reflexión sobre los vínculos sociales en la sociedad moderna continuó con interesantes aportaciones en los años 50 y en los 60. En particular, Teoría de la sociedad de masas -según desarrolló Daniel Bell (1962), Robert Nisbet (1969), Maurice R. Stein (1960), William H. Whyte (1956) propone temas similares a los de los fundadores, con un énfasis más pesimista en el desarrollo de la sociedad. En palabras de Stein (1960:1) "El precio de mantener una sociedad que fomente la diferenciación y la experimentación cultural es, sin duda, la aceptación de una cierta cantidad de desorganización tanto a nivel individual como social."
Jane Jacobs utilizó el término a principios de la década de 1960. Aunque no definió explícitamente el término capital social, su uso se refería al valor de las redes. Científico político Robert Salisbury avanzó el término como un componente crítico de la formación de grupos de interés en su artículo de 1969 "An Exchange Theory of Interest Groups" en el Midwest Journal of Political Science.
El sociólogo Pierre Bourdieu utilizó el término en 1972 en su Esbozo de una teoría de la práctica, y aclaró el término unos años más tarde en contraste con cultural, económico, capital administrativo, capital físico, capital político, capital social y capital simbólico. Los sociólogos Pierre Bourdieu, James Coleman (1988), así como Barry Wellman & Scot Wortley (1990), adoptaron la definición de Glenn Loury de 1977 al desarrollar y popularizar el concepto. A finales de la década de 1990, el concepto ganó popularidad, sirviendo como centro de un programa de investigación del Banco Mundial y el tema de varios libros de gran difusión, incluyendo el libro de Robert Putnam Bowling Alone, y el libro de Putnam y Lewis Feldstein Mejor juntos.
Todas estas reflexiones contribuyeron notablemente al desarrollo del concepto de capital social en las décadas siguientes. La aparición de la moderna conceptualización del capital social es una nueva forma de ver este debate, manteniendo unida la importancia de la comunidad para construir una confianza generalizada y, al mismo tiempo, la importancia de la libre elección individual, para crear una sociedad más cohesionada. Es por ello que el capital social generó tanto interés en el mundo académico y político.

## Definiciones y formas
El capital social tiene múltiples definiciones, interpretaciones y usos. David Halpern sostiene que la popularidad del capital social para los responsables políticos está vinculada a la dualidad del concepto, que se debe a que "tiene un toque económico duro al tiempo que reafirma la importancia de lo social". Para los investigadores, el término es popular en parte debido a la amplia gama de resultados que puede explicar; la multiplicidad de usos del capital social ha llevado a una multiplicidad de definiciones.
El capital social se ha utilizado en varias ocasiones para explicar el rendimiento superior de los directivos, el crecimiento de las empresas emprendedoras, la mejora del rendimiento de los grupos funcionalmente diversos, el valor derivado de las alianzas estratégicas, y la mejora de las relaciones en la cadena de suministro. "Un recurso que los actores obtienen de estructuras sociales específicas y que luego utilizan para perseguir sus intereses; se crea mediante cambios en la relación entre los actores" (Baker 1990, p. 619).
Los primeros intentos de definir el capital social se centraron en el grado en que el capital social sirve como recurso, ya sea para el bien público o el beneficio privado. Robert D. Putnam (1993) sugirió que el capital social facilitaría la cooperación y las relaciones de apoyo mutuo en las comunidades y las naciones y, por tanto, sería un medio valioso para combatir muchos de los desórdenes sociales inherentes a las sociedades modernas, por ejemplo, la delincuencia. En cambio, otros se centran en los beneficios privados derivados de la red de relaciones sociales en la que se encuentran los actores individuales. Esto se refleja en el concepto de capital social de Nan Lin como "Inversión en relaciones sociales con rendimientos esperados en el mercado". Esto puede subsumir los conceptos de algunos otros como Bourdieu, Flap y Eriksson. Newton (1997) trata el capital social como un fenómeno subjetivo formado por valores y actitudes que influyen en las interacciones. Nahapiet y Ghoshal (1998), en su examen del papel del capital social en la creación de capital intelectual, sugieren que el capital social debe considerarse en términos de tres grupos: estructural, relacional y cognitivo.

### Cuestiones de definición
Varios estudiosos han expresado su preocupación por la imprecisión de la definición del capital social. Portes (2000), por ejemplo, señala que el término se ha extendido tanto, incluso en los medios de comunicación convencionales, que "se está acercando el punto en el que el capital social llega a aplicarse a tantos eventos y en tantos contextos diferentes como para perder cualquier significado distintivo" El término capital se utiliza por analogía con otras formas de capital económico, ya que se argumenta que el capital social tiene beneficios similares (aunque menos medibles). Sin embargo, la analogía puede ser engañosa en el sentido de que, a diferencia de las formas de capital financiero, el capital social no se agota por el uso; en cambio, se agota por el no uso (use it or lose it). En este sentido, es similar al concepto económico de capital humano.
Robison, Schmid y Siles (2002) revisan varias definiciones de capital social y concluyen que muchas no satisfacen los requisitos formales de una definición. Afirman que las definiciones deben ser de la forma A=B, mientras que muchas explicaciones del capital social describen para qué se puede utilizar, dónde reside, cómo se puede crear o qué puede transformar. Además, sostienen que muchas de las definiciones propuestas de capital social no satisfacen los requisitos del capital. Proponen que el capital social se defina como simpatía: el objeto de la simpatía de otro tiene capital social; los que tienen simpatía por otros proporcionan capital social. Esta propuesta parece seguir a Adam Smith, Theory of Moral Sentiments' hasta cierto punto, pero la conceptualización de Smith de la simpatía (en particular en los dos primeros capítulos de esta obra) parece más preocupada por las funciones de aceptación o congruencia -en la ética o la virtud- en la evaluación de la "propiedad de la acción" de un individuo.
El capital social es diferente de la teoría económica del capitalismo social, que cuestiona la idea de que el socialismo y el capitalismo se excluyen mutuamente.

### Las formas del capital (Bourdieu)
En Las formas del capital, Pierre Bourdieu distingue tres formas de capital: capital económico, capital cultural y capital social. Define el capital social como "el conjunto de los recursos reales o potenciales que están ligados a la posesión de una red duradera de relaciones más o menos institucionalizadas de conocimiento y reconocimiento mutuos" Su tratamiento del concepto es instrumental, centrándose en las ventajas para los poseedores del capital social y en la "construcción deliberada de la sociabilidad con el fin de crear este recurso"." Muy al contrario de la visión positiva del capital social de Putnam, Bourdieu emplea el concepto para demostrar un mecanismo de reproducción generacional de la desigualdad. Así, Bourdieu señala que los ricos y poderosos utilizan su "red de amigos" u otro capital social para mantener ventajas para ellos mismos, su clase social y sus hijos.

### Normas de confianza y reciprocidad (Sander, Putnam, Coleman)
Thomas Sander lo define como "la valor colectiva de todas las redes sociales (que la gente conoce), y las inclinaciones que surgen de estas redes para hacer cosas por los demás (normas de reciprocidad). " El capital social, desde este punto de vista, hace hincapié en los "beneficios específicos de la Teoría de la bondad y el valor que se derivan de la confianza, la reciprocidad, la información y la cooperación asociadas a las redes sociales." "Crea valor para las personas que están conectadas, y también para bystanders"
Mientras tanto, las normas negativas de reciprocidad sirven para desincentivar los comportamientos perjudiciales y violentos.
James Coleman definió el capital social funcionalmente como "una variedad de entidades con dos elementos en común: todas consisten en algún aspecto de la estructura social, y facilitan ciertas acciones de los actores. ..dentro de la estructura"-es decir, el capital social es todo aquello que facilita la acción individual o colectiva, generado por las redes de relaciones, la reciprocidad, la confianza y las normas sociales. En la concepción de Coleman, el capital social es un recurso neutro que facilita cualquier tipo de acción, pero el hecho de que la sociedad esté mejor como resultado depende totalmente de los usos individuales que se le den.
Según Robert D. Putnam, el capital social se refiere a "las conexiones entre los individuos: las redes sociales y las normas de reciprocidad y confianza que surgen de ellas"." En opinión de Putnam y sus seguidores, el capital social es un componente clave para construir y mantener la democracia. Putnam afirma que el capital social está disminuyendo en Estados Unidos. Esto se ve en los niveles más bajos de confianza en el gobierno y en los niveles más bajos de participación cívica. También dice que la televisión y la expansión urbana han tenido un papel importante en hacer que Estados Unidos esté mucho menos "conectado". Putnam cree que el capital social puede medirse por la cantidad de confianza y "reciprocidad" en una comunidad o entre individuos. Putnam también sugiere que una de las causas del declive del capital social es la entrada de la mujer en la fuerza de trabajo, que podría correlacionarse con las limitaciones de tiempo que inhiben la participación en organizaciones cívicas como la las asociaciones de padres y profesores. La transformación tecnológica del ocio (por ejemplo, la televisión) es otra de las causas del declive del capital social, como afirma Putnam. Esto ofreció un punto de referencia a partir del cual varios estudios evaluaron las mediciones de capital social por la forma en que los medios de comunicación se comprometen estratégicamente para construir el capital social.

### Asociación cívica (Fukuyama)
En "Capital social, sociedad civil y desarrollo", el economista político Francis Fukuyama define el capital social como reglas generalmente entendidas que permiten a las personas cooperar, como la norma de reciprocidad o la doctrina religiosa como el cristianismo. El capital social se forma mediante interacciones repetidas a lo largo del tiempo y, según él, es fundamental para el desarrollo y difícil de generar mediante políticas públicas. La importancia del capital social para el desarrollo económico radica en que estas normas de comportamiento reducen los costes de transacción del intercambio, como los contratos legales y las regulaciones gubernamentales. Fukuyama sugiere que, aunque el capital social es beneficioso para el desarrollo, también impone un coste a los no miembros del grupo, con consecuencias no deseadas para el bienestar general.
Haciendo referencia a Alexis de Tocqueville en La democracia en América, y a lo que describió como el arte de la asociación de la propensión estadounidense a la asociación civil, Fukuyama sostiene que el capital social es lo que produce una sociedad civil. Aunque el compromiso cívico es una parte importante de la democracia y el desarrollo, Fukuyama afirma que "el compromiso cívico de una persona es la búsqueda de rentas de otra". Por lo tanto, aunque el capital social puede facilitar el desarrollo económico al reducir el coste de las transacciones y aumentar la productividad, el capital social también puede distorsionar la democracia si la asociación cívica permite que los intereses especiales obtengan favores especiales. Sin embargo, Fukuyama sostiene que, a pesar del riesgo de que la sociedad tenga demasiado capital social, es peor tener demasiado poco y ser incapaz de organizarse para obtener bienes públicos y actividades que mejoren el bienestar.

### Lazos sociales
Carlos García Timón describe que las dimensiones estructurales del capital social se relacionan con la capacidad de un individuo para establecer vínculos débiles y fuertes con otros dentro de un sistema. Esta dimensión se centra en las ventajas derivadas de la configuración de la red de un actor, ya sea individual o colectiva. Las diferencias entre lazos débiles y fuertes son explicadas por Granovetter (1973). La dimensión relacional se centra en el carácter de la conexión entre los individuos. La mejor manera de caracterizarla es a través de la confianza en los demás y su cooperación y la identificación que tiene un individuo dentro de una red. Hazleton y Kennan (2000) añadieron un tercer ángulo, el de la comunicación. La comunicación es necesaria para acceder y utilizar el capital social mediante el intercambio de información, la identificación de problemas y soluciones y la gestión de conflictos.
Según Boisot (1995), y Boland y Tenkasi (1995), la comunicación significativa requiere al menos un contexto compartido entre las partes de dicho intercambio. La dimensión cognitiva se centra en el significado compartido, las representaciones y las interpretaciones que los individuos o grupos tienen entre sí.